# Kurixalus naso
Kurixalus naso är en groddjursart som först beskrevs av Annandale 1912.  Kurixalus naso ingår i släktet Kurixalus och familjen trädgrodor. IUCN kategoriserar arten globalt som otillräckligt studerad. Inga underarter finns listade i Catalogue of Life.